# Max Unger
Max Unger (26. januar 1854 i Berlin – 31. maj 1918 i Bad Kissingen) var en tysk billedkunstner.
- Statue af Fridtjof den Frøkne, 1913.
- Engel med guitar; kunstnerens værk til egen gravplads.
- Eva med slange, omkring 1905 (udateret).